# Coplas de la panadera
Las Coplas de la panadera o Coplas de ¡Ay panadera! constituyen un poema anónimo castellano del siglo XV que describe satíricamente la cobarde actuación de la nobleza de Castilla durante la primera batalla de Olmedo (19 de mayo de 1445), en la que solo hubo 22 muertos.

## Sinopsis
En esa batalla se enfrentaron Juan II de Castilla y su valido Álvaro de Luna contra Juan II de Navarra (futuro Juan II de Aragón), el infante Enrique y los nobles castellanos enemistados con don Álvaro.

## Estructura
Consta de 47 estrofas de octosílabos divididas en una cuarteta inicial (abba) y otras cuarenta y seis coplas octosilábicas, divididas en dos redondillas (abbaacca) con el estribillo pentasílabo “Di, Panadera”. Se suelen agregar a estas dos coplas más: una, un supuesto envío del poeta Juan de Mena a Íñigo Ortiz de Estúñiga, y otra la respuesta de este quejoso por haber sido maltratado en las coplas. Estas estrofas carecen de estribillo.

## Estilo
Este poema político-satírico degrada con un léxico popular y hasta vulgar la dignidad de los personajes nobles salvo el rey castellano y su valido, y suele relacionarse con otras dos obras del mismo sesgo del siglo XV, junto a las cuales se erige como los tres mayores exponentes de esta tradición que critica la revuelta situación de Castilla en el siglo XV: las Coplas de Mingo Revulgo y las Coplas del Provincial. No es tan brutal ni amarga como estas últimas ni tan moderada y literaria como las de Mingo Revulgo. La crítica ha atribuido esta composición a Rodrigo Cota, Juan de Mena e Íñigo Ortiz de Estúñiga. 

## Interpretación
Entre diversos procedimientos expresionistas que se utilizan para ello se encuentran la escatología, el humor y la animalización. Se pone de manifiesto el orgullo ridículo, la avaricia, la cobardía de los altos señores. Se trata de poesía de protesta y denuncia social de los vicios y de la baja moral de los poderosos que van a la guerra sin pensar en las consecuencias desastrosas para el resto.
Hay ediciones modernas de Vicente Romano García (Pamplona: Aguilar, 1963) y Julio Rodríguez Puértolas (1989), entre otros.